# Sambonaye
Sambonaye est une localité située dans le département de Dori de la province de Séno dans la région Sahel au Burkina Faso.